# Vortioxetin
A vortioxetin szerotonin receptorokra ható úgynevezett szerotonin modulátor és stimulátor csoportba tartozó antidepresszáns. Antipszichotikus tulajdonságai is vannak.
Az amerikai gyógyszerhivatal az FDA 2013. Szeptemberében hagyta jóvá a szer forgalmazását felnőttek major depresszív zavarának gyógyítására. A Lundbeck és Takeda gyógyszercég fejlesztette ki és forgalmazza. Brintellix néven van forgalomban az Európai Unióban.
A Vortioxetine csúcskoncentrációját a vérben az adagolást követő 7-11 órával éri el és átlagos felezési ideje igen hosszú 66 óra. 
A vortioxetin major depresszív zavart gyógyít. Ezen kívül alkalmazzák még a kevert szorongásos-depresszív szindrómában is. Újabban kutatások folynak hogy a felnőttkori figyelemhiányos-hiperaktivitás zavarnál hatékony lehet e a szer.[forrás?]
Leggyakoribb mellékhatások a gyógyszer szedése alatt: hányinger, hasmenés, szájszárazság, székrekedés, hányás, puffadás, szédülés, szexuális diszfunkció. Legsúlyosabb mellékhatása közé tartozik a Szerotonin szindróma kialakulása amely életveszélyes állapot is lehet ez különösen akkor következhet be ha ezt a gyógyszert más szerotonin hatóanyagokkal kombinálják.
A vortioxetint számos klinikai vizsgálat során vizsgálták a generalizált szorongás egy lehetséges kezeléseként, de az eredmények ellentmondásosak voltak.

## Fordítás
- Ez a szócikk részben vagy egészben  a   Vortioxetine című angol Wikipédia-szócikk ezen változatának fordításán alapul.  Az eredeti cikk szerkesztőit annak laptörténete sorolja fel. Ez a jelzés csupán a megfogalmazás eredetét és a szerzői jogokat jelzi, nem szolgál a cikkben szereplő információk forrásmegjelöléseként.